# 薩特帕耶夫
47°54′N 67°32′E / 47.900°N 67.533°E

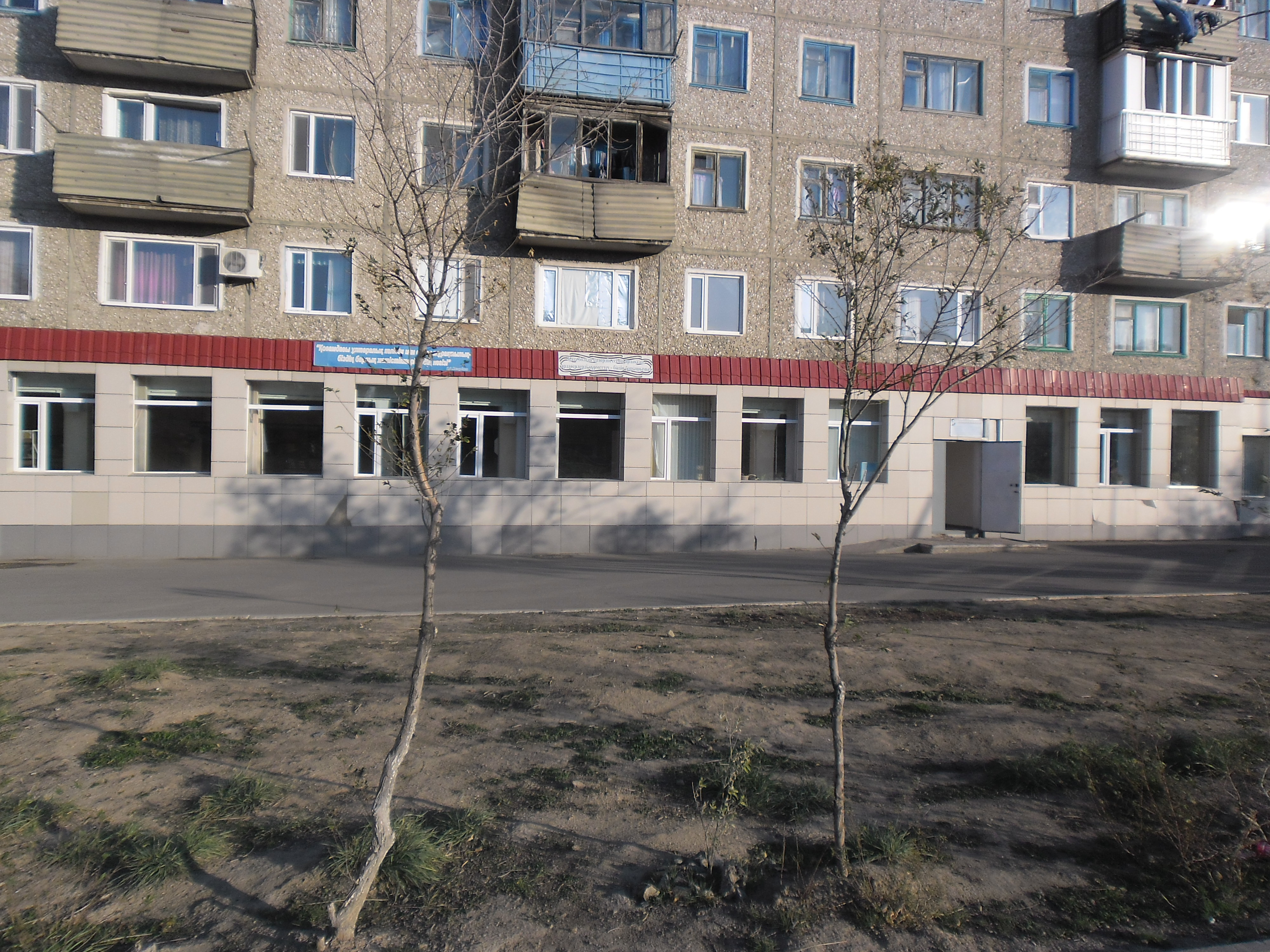
薩特帕耶夫

薩特帕耶夫是哈薩克的城鎮，由乌勒套州負責管轄，位於該國中部，距離卡拉干達550公里，始建於1954年，面積1,100平方公里，主要經濟活動是採礦業，2010年人口71,226。